# Rock in Évreux

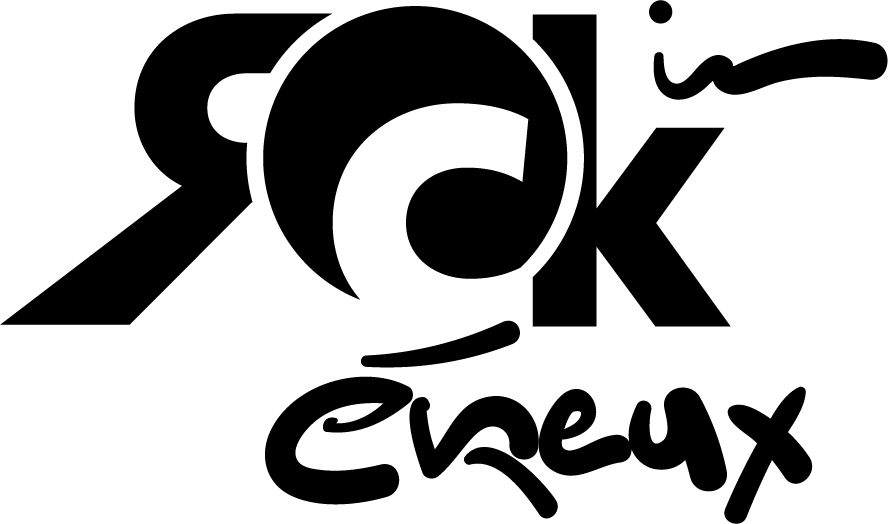

Le Rock in Évreux est un festival de musique organisé en Normandie sur l'Hippodrome de Navarre à Évreux et dont la première édition a eu lieu en 2017, en lieu et place du festival Le Rock dans tous ses états.
Le festival est organisé depuis 2017 par l'association Normandy Rock, créée fin 2016. À partir de 2018, l'association s'associe avec la société JLCD Events, créatrice du Green Horse Festival en 2017 à Mauquenchy, pour produire le festival Rock in Évreux by GHF.

## Histoire
En décembre 2016, le festival Le Rock dans tous ses états annonce sa disparition. En janvier 2017, la municipalité annonce vouloir conserver un festival rock à Évreux le dernier week-end de juin et annonce qu'une nouvelle association baptisée Normandy Rock a été créée afin d'organiser ce nouveau rendez-vous.
Le 8 février 2017, les premières informations et les têtes d'affiche de ce nouveau festival sont dévoilées. Il se tiendra les 23 et 24 juin 2017 et se nommera Rock in Évreux. La programmation de cette première édition a été réalisée par Paul Langeois, programmateur et directeur du festival voisin : Beauregard. Le festival accueillera plus de 16 000 personnes sur deux jours pour sa première édition.
En février 2018, le festival annonce par surprise son association avec le Green Horse Festival, organisé en 2017 sur l'hippodrome de Mauquenchy en Seine-Maritime par la société JLCD Events et annulé en 2018,. Le nouveau festival est renommé Rock in Évreux by GHF et se déroulera sur trois jours : les 29, 30 juin et 1er juillet 2018,. La programmation se voudra plus familiale est ouverte à de nouveaux genres musicaux. Le festival accueillera 31 000 personnes sur trois jours.
Le Rock in Évreux by GHF est reconduit en 2019, du 28 au 30 juin et accueillera 39 000 personnes.
Le 31 janvier 2020, les organisateurs dévoilent les premiers artistes de la quatrième édition du Rock in Évreux, qui perd son suffixe "by GHF". Prévue du 26 au 28 juin, l'édition 2020 sera finalement annulée et reportée en 2021.
L'édition 2021, prévue du 25 au 27 juin a été annulée dans sa forme initiale. Pour répondre aux restrictions sanitaires imposées à tous les évènements, les organisateurs décident d'organiser une édition assise du festival. C'est ainsi que naît le Rock in Chair Évreux, un festival en chaise longue organisé sur 4 jours, du 24 au 27 juin,,. Le festival accueillera moins de 10 000 personnes sur quatre jours et se créera un déficit de plus de 140 000€,.
La société JLCD Events est placée en liquidation judiciaire en 2022 mais l'association Normandy Rock continue d'organiser le festival.
C'est un des premiers grands festivals de l'été, un événement phare dans l'Eure.

## Programmation

### Édition 2017
- Vendredi 23 juin : Yuksek, Talisco, Trust, Jain, Asgeír, The Limiñanas, Austra, Samba de la Muerte, Slaughterhouse Brothers
- Samedi 24 juin : Claptone, Gojira, The Prodigy, Steve'n'Seagulls, Machine Gun Kelly, Lescop, Les Wampas, Peter Peter, Headcharger, Wolzowitch[21]

Fréquentation : 16 000 personnes

### Édition 2018
Programmation complète :
- Vendredi 29 juin : DJ Snake, Jonas Blue, Darius, Les Négresses Vertes, No One Is Innocent, Pogo Car Crash Control, Tarrus Riley, Yeast, Teddy Binks
- Samedi 30 juin : Feder, Synapson, Pleymo, Peter Doherty, Asaf Avidan, Catherine Ringer, Her, Hyphen Hyphen, Norma, Mandah
- Dimanche 1er juillet : Martin Solveig, Dadju, Kyo, BB Brunes, The Noface, The Sunvizors, Igit, Malo', Bafang

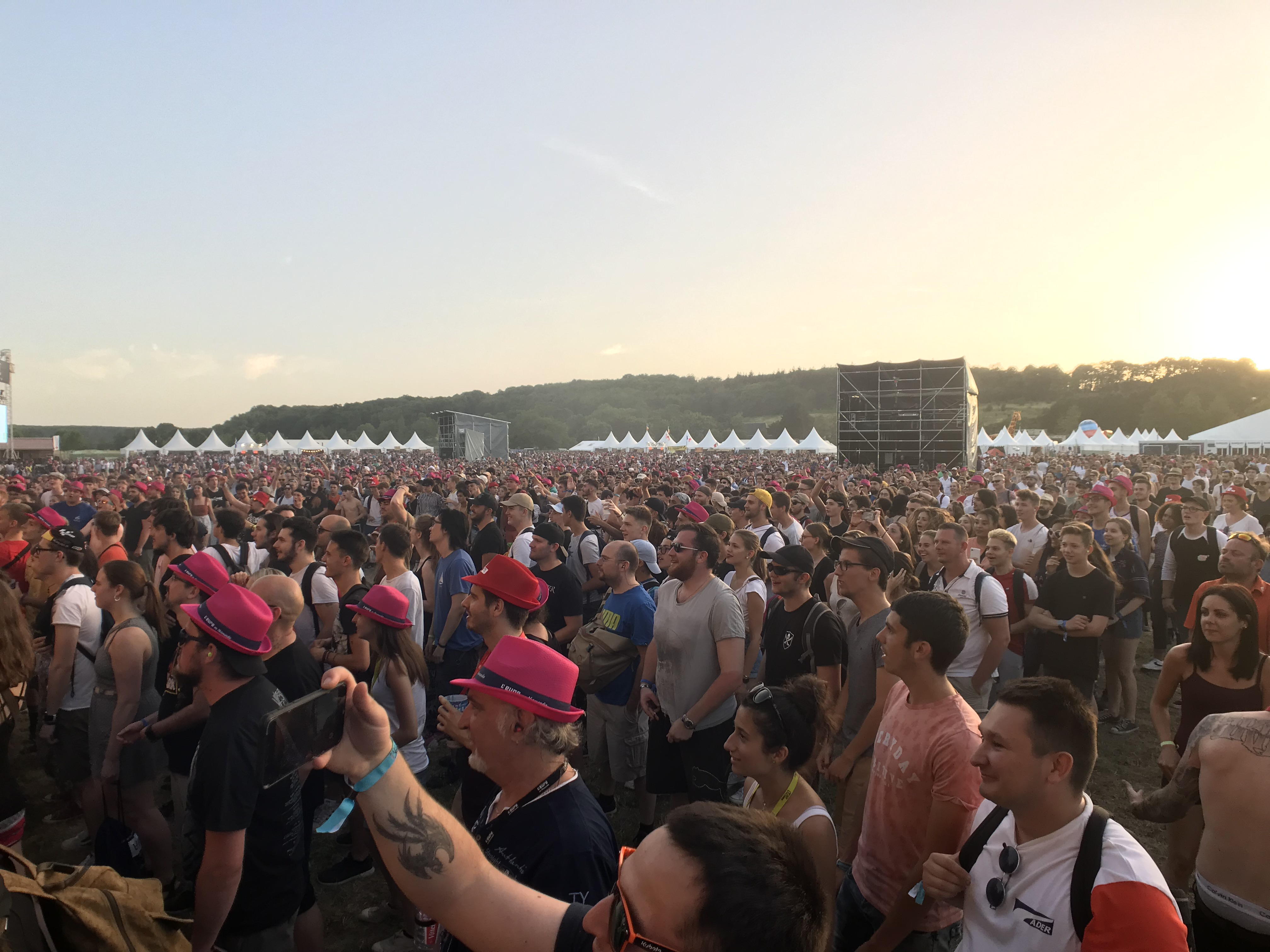
Le public de l'édition 2019.

Fréquentation : 31 000 personnes

### Édition 2019
Programmation complète :
- Vendredi 28 juin : Bob Sinclar, Purple Disco Machine, Shaka Ponk, Skindred, Tiken Jah Fakoly, Nova Twins, Barbe Noire
- Samedi 29 juin : Ofenbach, LeMarquis, The Avener, Razorlight, Boulevard des Airs, Diva Faune, Cizum
- Dimanche 30 juin : Kungs, Hoshi, Bigflo et Oli, Trois Cafés Gourmands, MNNQNS, Shelmi, Wood Peaks

Fréquentation : 39 000 personnes

### Édition 2020 (annulée)
- Vendredi 26 juin : HUGEL, Klingande, Superbus, Louis Bertignac, Paul Personne, Lost Opera
- Samedi 27 juin : Roméo Elvis, Black Pumas, IAM, Skip The Use, Emcee Agora
- Dimanche 28 juin : Lost Frequencies, The Offspring, Tryo, Apollo[11]

L'édition 2020 a été annulée à la suite de l'épidémie de Covid-19.

### Édition 2021 (annulée)
- Dimanche 27 juin : Lost Frequencies, The Offspring, Videoclub[23]

L'édition 2021 a été annulée dans sa forme initiale et remplacée par le Rock in Chair Évreux.

### Édition 2021: Rock in Chair Évreux
- Jeudi 24 juin : Benjamin Biolay, Thomas Dutronc, Nina Attal, Sacha Nemmar
- Vendredi 25 juin : Louis Bertignac, Paul Personne, Ben L'Oncle Soul, Apollo
- Samedi 26 juin : Grand Corps Malade, Tryo, Archimède, Adélys
- Dimanche 27 juin : Vianney, Suzane, Kimberose, Emcee Agora[13]

Fréquentation : 9 982 personnes

### Édition 2022
La programmation de l'édition 2022,,, a été dévoilée le 17 mars et qui, selon les organisateurs, mêle « rock, électro, urbain, en mixant nouveaux talents, découvertes locales, artistes français et internationaux confirmés et des DJ’s qui cartonnent . » :
- Vendredi 24 juin : Klingande, Lost Opéra, Lujipeka, Mosimann, Skip The Use, Superbus, The Last Internationale
- Samedi 25 juin : Clou, Eddy de Pretto, IAM, Issara, Louane, PLK, Requin Chagrin, Talamasca
- Dimanche 26 juin : Bakermat, Lilly Wood and The Prick, Lost Frequencies, Moonya, Nameless, Rozedale, The Offspring, Youv Dee

Fréquentation : 39 645 personnes

### Édition 2023
- Vendredi 23 juin : Angèle, Boris Way, Henri PFR, KO KO MO, No Terror in The Bang, SÜEÜR, X Ambassadors
- Samedi 24 juin : Adé, Jain, Josman, JR Schluth, Lagon, -M-, Malaa
- Dimanche 25 juin : 47ter, Bigflo et Oli, Chilla, Mosimann, John Butler, Ly, V1NCEM4N[29]

Fréquentation : 35 000 personnes

### Édition 2024
- Vendredi 28 juin : Matmatah, Kyo, Jahneration, Dajak, Captain Sparks & Royal Company, Seb Katana.
- Samedi 29 juin : Shaka Ponk, Danakil, Eagle-Eye Cherry, FFF, Grys, Möön, Doorshan[30], DJ Sam.

Fréquentation : 25 526 personnes

### Édition 2025
- Vendredi 27 juin : Louis Bertignac, UB40, Train, Yodelice, Captain Sparks & Royal Company, Tad
- Samedi 28 juin : Nada Surf, Groundation, The Dire Straits Experience, Upsilone, Diva Faune, Uptight[31]

## Budget
En 2018, il est de 2,2 millions d'euros, 1,8 million en 2019, 1,2 million en 2021, 1,8 million en 2022 et 1,3 million en 2025.